# オスカー・リーディング
オスカー・リーディング（Oskar Rieding, 1846年6月29日 - 1916年7月7日）は、北ドイツ出身のハンガリーのヴァイオリニスト・指揮者。ロマン派音楽の作曲家。今日では初心者向けの易しいヴァイオリン協奏曲で名を遺している。

## 経歴
1840年、ドイツ・バニエ(Banie)で生まれた。ベルリン音楽芸術アカデミーに学んだ後、ライプツィヒ音楽院に進んだ。1860年代の終わりまでにウィーンに行き、1871年、当時ブダペスト歌劇場の音楽監督であった指揮者のハンス・リヒターの称賛を得て、ブダペストのオーケストラの指揮者に就任。そのまま32年間ブダペストにとどまり、ヴァイオリン協奏曲やサロン向けのヴァイオリン曲を大量に作曲した。
1904年にツェリェに隠退して余生を送った。

## 主要作品一覧
- ヴァイオリン協奏曲 ホ短調 作品7
- ハンガリー様式によるコンチェルティーノ イ短調 作品21（1905年）
- コンチェルティーノ ト長調 作品24
- コンチェルティーノ ニ長調 作品25
- ヴァイオリン協奏曲 ト長調 作品34
- ヴァイオリン協奏曲 ロ短調 作品35（1909年、ブリュッセルにて出版）
- ヴァイオリン協奏曲 ニ長調 作品36